# Jules Clévenot
Jules Clévenot (Parigi, 7 giugno 1875 – Parigi, 11 settembre 1933) è stato un nuotatore e pallanuotista francese.

## Carriera
Partecipò alle Olimpiadi di Parigi 1900 nelle Libellule de Paris, una delle quattro squadre rappresentante la Francia nel torneo di pallanuoto. La squadra francese passò il primo turno senza disputare l'incontro, a causa del ritiro degli inglesi dell'Osborne Swimming Club #2, ma poi, in semifinale, venne travolta 5-1 dal Brussels Swimming and Water Polo Club, aggiudicandosi il terzo gradino del podio, condiviso con la squadra dei Pupilles de Neptune de Lille #2. Prese parte, con la squadra dei Tritons Lillois, al 200m per squadre, arrivando quarti in finale. Partecipò inoltre alla gara dei 200m stile libero, arrivando settimo in finale, nuotando in 2'56"2, a quella dei 4000m stile libero, ritirandosi in semifinale.

## Palmarès
- Bronzo ai Giochi olimpici di Parigi 1900